# Copeira

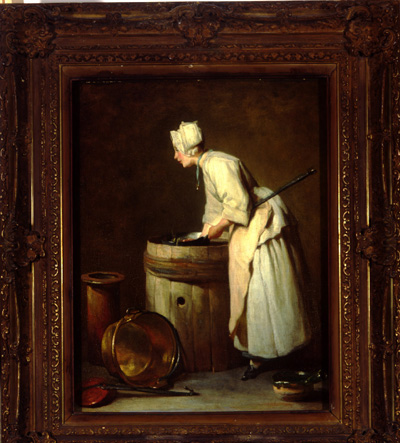
Pintura a óleo de uma copeira por Jean-Siméon Chardin

Nos Casarões, as copeiras eram as empregadas domésticas de posição mais baixa e muitas vezes as mais jovens, elas atuavam como assistentes de uma empregada da cozinha.
A copeira se reporta ao cozinheiro ou chef, através da ajudante de cozinha (também chamada de emprega de cozinha). Assim como a ajudante de cozinha júnior, a copeira não come na mesa comunitária dos empregados da casa, suas refeições são feitas na cozinha para ficar de olho na comida que ainda está cozinhando.
As tarefas da copeira incluíam as tarefas mais físicas e exigentes da cozinha, como limpar e esfregar o chão, fogões, pias, panelas e pratos. Após lavar os pratos na copa, ela os deixava secar nas prateleiras. A copeira também auxiliava na limpeza dos vegetais, no depenamento de aves e na escamação de peixes.

## O Livro da Gestão Doméstica
As funções da copeira são auxiliar o cozinheiro e manter a copa, assim como todos os utensílios de cozinha metálicos e de barro, limpos.

 A posição de copeira claramente não é de alto escalão, o pagamento por seus serviços também não é alto. Mas se ela tiver a sorte de ter uma boa ajudante de cozinha e um cozinheiro inteligente ao seu lado, poderá muito em breve aprender a desempenhar várias pequenas tarefas relacionadas com os procedimentos culinários, o que pode ser de considerável utilidade para que ela se torne adequada para um cargo de maior responsabilidade. Sem dúvida a maioria dos nossos leitores pensará que os fascínios ligados à posição da copeira não são assim tão grandes para induzir as pessoas a deixarem uma casa confortável para trabalhar numa copa.

 - Sra. Beeton, The Book of Household Management, publicado em 1861

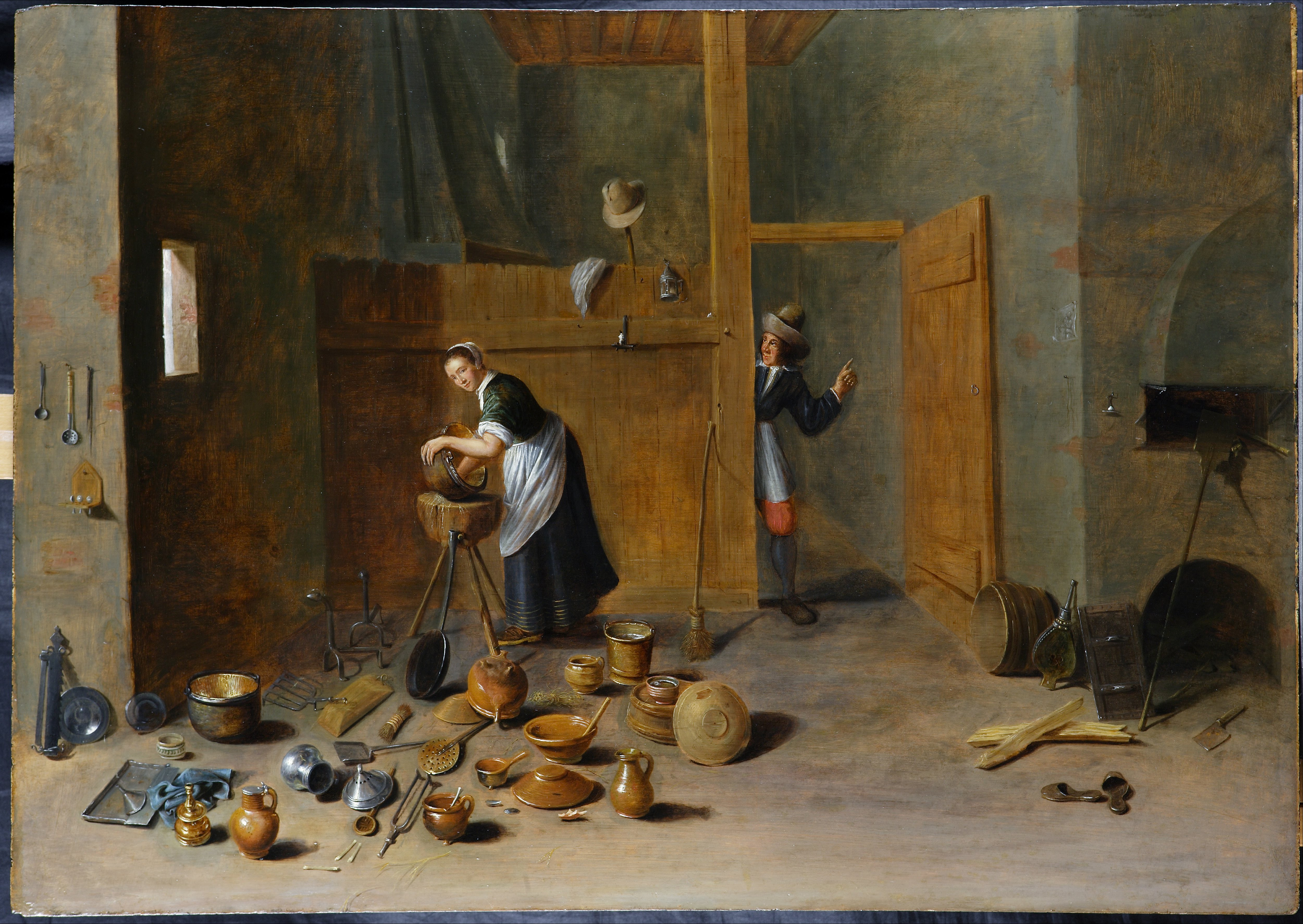
As copeiras limpavam utensílios de cozinha metálicos e de barro, mas não porcelanas finas, taças, cristais ou pratos de prata.

A copeira fornece água quente para a copa, para as tarefas da cozinha e também para a casa. Além de suas outras obrigações, a copeira também tinha que manter a copa limpa, retirando restos de carne e vegetais, esfregando as mesas usadas no trabalho e lavando o chão. A água era escoada por um ralo do lado de fora da casa. As copeiras raramente manuseavam porcelana fina, taças, cristais ou prataria; estes utensílios eram limpos pelas empregadas e pelos lacaios. Antes da invenção do sistema de aquecimento central, as copeiras tinham que acender o fogão da cozinha e fornecer água quente para o chá e para a limpeza. Ela realizava essas tarefas pela manhã, antes que o cozinheiro descesse para a cozinha.
Na casa de uma família que não tem uma empregada intermediária, a copeira também pode ter servido os empregados da família no salão dos criados, embora essa tarefa pode ter sido atribuída a outra empregada ou a um lacaio júnior. Nos tempos mais antigos, antes da criação dos banheiros internos, uma de suas tarefas era esvaziar e também limpar os penicos dos quartos dos empregados.
Nos tempos modernos (isto é, no século XIX), esse trabalho foi executado principalmente por mulheres, mas nos lares medievais isso era algo relativamente raro de acontecer. Um empregado que executasse as tarefas descritas acima seria chamado de ajudante de cozinha. Em 1386, quando o Parlamento Inglês solicitou a destituição de alguns ministros de Ricardo II, o rei respondeu infamemente ao dizer que não despediria nem mesmo um ajudante de sua cozinha a pedido do parlamento.
A raiz da palavra copa é a palavra francesa "escuelerie" de 1300–50 (pronuncia-se squillerye).

## Copeiras Fictícias
- Becky no livro infantil de 1905 , A Princesinha.
- Branca de Neve no filme Branca de Neve e os Sete Anões, de 1937.
- Katerina no filme de 1938 , The Girl Downstairs.
- Cinderela no filme Cinderela de 1950.
- Lavinia no livro infantil de 1970 , Thursday's Child.
- Ruby Finch na série de televisão de 1971–1975 Upstairs, Downstairs.
- Annette no romance de 1973 A Princesa Prometida.
- Evangeline no filme Nanny McPhee de 2005.
- Lady Tremaine e Drizella no filme Cinderela III: Uma Volta no Tempo de 2007
- Daisy Mason na série de televisão Downton Abbey de 2010–2015.
- Bridget no filme de animação de 2016, Trolls.
- Demelza na série de televisão britânica Poldark de 2015–2019.
- Robyn no filme de animação de 2020 Wolfwalkers.
- Arabella no romance infantil de 2006, Rebel's Daughter: The 1837 Rebellion Diary of Arabella Stevenson
- Bridget na série de TV de 2022, The Gilded Age
- Elora Danan na série de TV de 2022, Willow